# Stewart (vrachtwagenmerk)
Stewart is een voormalig Amerikaans vrachtwagenmerk uit New York.
Stewart werd in 1912 opgericht door Thomas R. Lippard en R.G Stewart. De vrachtwagens van het merk Stewart staan bekend om de opmerkelijk vormgegeven motorkap: deze staat namelijk bol naar binnen toe. In 1942 stopte het bedrijf de productie.

## Modellen
- 1912 – Bakwagen met twee ton laadvermogen.
- 1916 – Bakwagen met 3.5 ton laadvermogen.
- K-model – Bakwagens met een laadvermogen tot 7 ton (verkrijgbaar vanaf 1930).
- 1938 – Trekker met 7.3 ton laadvermogen.